# Shirley Clampová
Shirley Natasja Clampová (nepřechýleně Clamp; * 17. února 1973 Borås) je švédská populární zpěvačka a televizní moderátorka britského původu. Během své kariéry se několikrát zúčastnila soutěže Melodifestivalen, švédského národního kola do Eurovision Song Contest. V roce 2004 obsadila druhé místo s písní „Min kärlek“.

## Životopis
Shirley pochází z bilingválního prostředí – její matka je Švédska, zatímco její otec je Angličan.
Hudebního vzdělání se Shirley dostalo v Göteborgu a Bjärnu. V mládí vystupovala v několika podnicích ve Stockholmu a Malmö. Současně se účastnila talentových soutěží – v roce zaujala v televizní soutěži Sikta mot stjärnorna. Posléze spolupracovala s několika umělci, mimo jiné s Ulfem Ekbergem z formace Ace of Base, modelem Rickardem Engforsem či televizním producentem Christerem Björkmanem, s nímž v roce 2002 nahrála oficiální píseň stockholmského gay pride, „La Vie (This Is My Life)“.
S populárními hudebníky působila také jako doprovodná zpěvačka – na Eurovizi 2001 doprovázela řecké duo Antique. Následně vešla ve známost a vydala několik sólových alb.
V roce 2008 se jí a jejímu partnerovi Danielu Ottosonovi narodila dcera Vilja.

### Melodifestivalen a Eurovize
V roce 2003 se poprvé zúčastnila švédské populární televizní soutěže Melodifestivalen, v níž švédští diváci vybírají svého zástupce na Eurovision Song Contest. S písní „Mr. Memory“ ovšem nepostoupila z třetího semifinálového kola. O rok později znovu zkusila štěstí s taneční skladbou „Min kärlek“ – ze čtvrtého semifinálového kola postoupila do Druhé šance, v níž si vybojovala postup do finále. Zde obdržela se 176 tisíci hlasů třetí divácké místo – díky hlasům poroty nakonec skončila druhá.Její soutěžní píseň obsadila třetí místo ve švédském žebříčku písní.

O rok později Shirley soutěžila s písní „Att älska dig“ – s ní postoupila z prvního semifinálového kola rovnou do finále, kde jí sice diváci přisoudili až páté místo, avšak díky odborné porotě obsadila čtvrtou příčku. Stejné umístění získala také v hitparádě.
Znovu se klání písní zúčastnila až v roce 2009. Se skladbou „Med hjärtat fyllt av ljus“ však v prvním semifinále obsadila poslední místo a nepostoupila dále. Tentýž rok komentovala Eurovizi pro švédské diváky.
O dva roky později s Verou Prada a Jessicou Marberger soutěžila ve formaci Shirley's Angels s písní „I Thought It Was Forever“, se kterou se jim podařilo postoupit do Druhé šance.
Zatím naposledy se Shirley pokusila o vítězství v soutěži opět sólově v roce 2014. S písní „Burning Alive“ však ve třetím semifinálovém kole obsadila až šesté místo a nepostoupila ani do finále, ani do Druhé šance.

## Diskografie

### Alba
- Den långsamma blomman (2004)
- Lever mina drömmar (2005)
- Favoriter på svenska (2006)
- Tålamod (2007)

### Kompilace
- För den som älskar... en samling (2009)

### Singly
- La Vie (This Is My Life) (s Christerem Björkmanem) (2002)
- „Mr. Memory“ (2003)
- „Jag fick låna en ängel“
- „Min kärlek“ (2004)
- „Eviga längtan“
- „Do They Know It's Christmas?“ (cover Band Aid)
- „För den som älskar“
- „Att älska dig“ (2005)
- „Mina minnen“
- „Lite som du“
- „Lever mina drömmar“ (2006)
- „När kärleken föds“ (švédský cover Roxette)
- „I en annan del av världen“
- „Jag tar en annan väg“ (2007)
- „Med hjärtat fyllt av ljus“ (2009)
- „I Thought It Was Forever“ (s formací Shirley's Angels) (2011)
- „Step By Step“ (2013)
- „Burning Alive“ (2014)